# 포트 포워딩

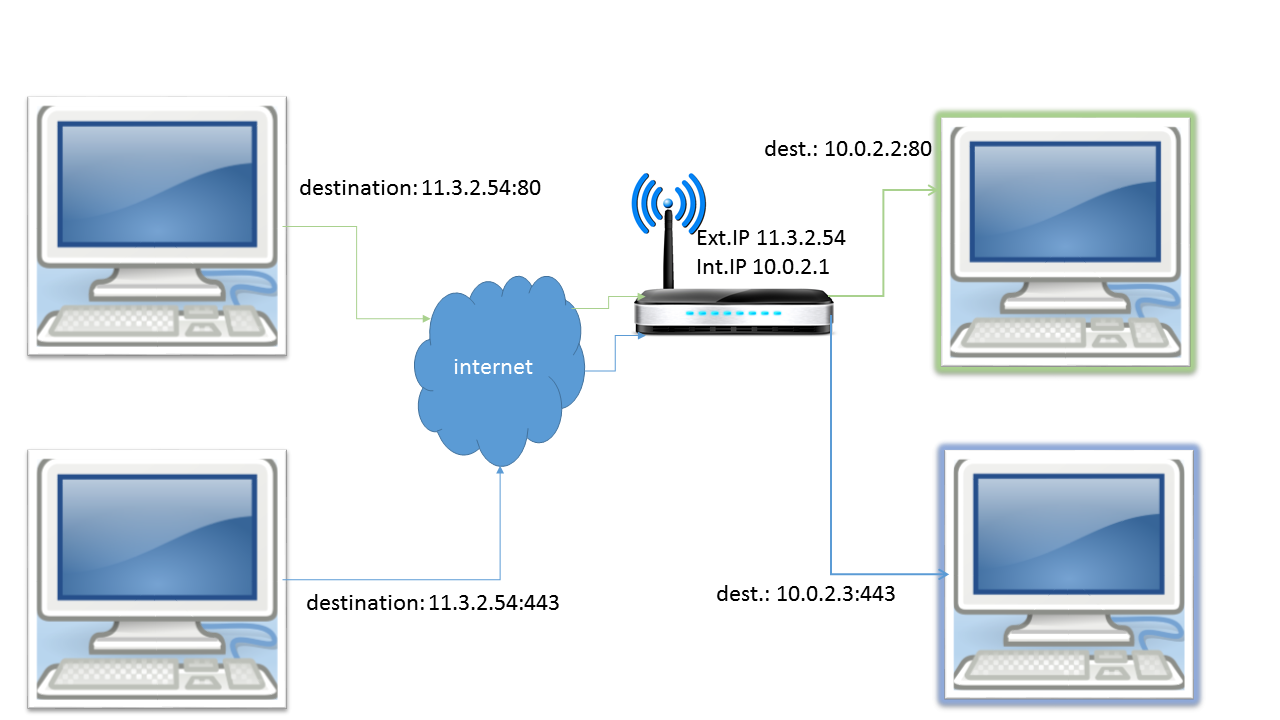

포트 포워딩(영어: port forwarding) 또는 포트 매핑(영어: port mapping)은 컴퓨터 네트워크에서 패킷이 라우터나 방화벽과 같은 네트워크 게이트웨이를 가로지르는 동안 하나의 IP 주소와 포트 번호 결합의 통신 요청을 다른 곳으로 넘겨주는 네트워크 주소 변환(NAT)의 응용이다. 이 기법은 게이트웨이(외부망)의 반대쪽에 위치한 보호/내부망에 상주하는 호스트에 대한 서비스를 생성하기 위해 흔히 사용되며, 통신하는 목적지 IP 주소와 포트 번호를 내부 호스트에 다시 매핑함으로써 이루어진다.

## 목적
포트 포워딩은 원격 컴퓨터(이를테면 인터넷 상의 컴퓨터)가 근거리 통신망(LAN) 내에 위치한 특정 컴퓨터나 서비스에 연결할 수 있게 한다.
일반적인 응용은 다음을 포함한다:
- 퍼블릭 HTTP 서버를 프라이빗 LAN 안에 실행한다
- 인터넷으로부터 프라이빗 LAN 상의 호스트에 대한 시큐어 셸 접근을 허가한다.
- 인터넷으로부터 호스트에 대한 FTP 접근을 허가한다.
- 프라이빗 LAN에 위치한 공개 게임 서버를 실행한다.

## 종류
포트 포워딩은 다음의 종류로 나눌 수 있다:
- 로컬 포트 포워딩
- 원격 포트 포워딩
- 동적 포트 포워딩

## 같이 보기
- 네트워크 주소 변환 (NAT)
- 시큐어 셸